# 吳宗憲酒駕事件
吳宗憲酒駕事件是指2004年5月6日凌晨，藝人吳宗憲因於臺北市忠孝東路一帶無照酒後駕駛，遇警察臨檢時拒絕下車配合酒測之行為和態度，以及警方於案發現場的執法取締和酒測過程，引發輿論對吳宗憲酒醉駕車和警方涉嫌提供特權和包庇之質疑批判；而和吳宗憲同車的三名女子亦成為話題。此事件最終促成中華民國《道路交通管理處罰條例》修法。

## 事件經過

### 酒駕拒檢
2004年5月6日凌晨5時30分，吳宗憲於台北市忠孝東路在未攜行照和駕照且酒醉情況下，酒後駕駛載著三名辣妹，遇警察臨檢，而他拒絕下車接受酒測，並開車違規迴轉、與警方追逐。
根據警方調查，吳宗憲當日凌晨與友人在夜店玩樂後，轉赴當地的「錢櫃KTV」續攤唱歌，於清晨5時30分和三女一男駕車離去。臺北市政府警察局大安分局值勤警員劉英傑表示，當時他看到一輛黑色「賓士」轎車從KTV離開，未打方向燈即向左切入五個車道，將車輛開至馬路最內線的車道；警員開車上前攔檢，該車駕駛置之不理、加速行駛且一度違規迴轉。劉英傑表示，自己隨即鳴起警笛迫使對方停車，並要求該車駕駛下車出示行、駕照等證件；開車的吳宗憲表示自己沒帶行照和駕照，拒絕出示任何證件，並表示：「我是吳宗憲，我又沒做壞事，你們幹嘛包抄我？」。警員向吳表示：「我有聞到酒氣，請你跟警方配合。」，他回應：「我就是沒有喝酒。」隨後關上車窗。吳宗憲在車內與同車友人談笑，且比出「勝利」和「中指」手勢，亦對警方及來到現場的媒體鳴按汽車喇叭。之後，值勤警員使用擴音器廣播要求吳宗憲下車配合，吳未回應；至清晨6時30分，吳同意前往鄰近派出所進行酒測，他下車後表示：「我沒喝醉啊！」。

### 酒測結果
當日早晨6時47分，吳宗憲接受酒測；酒測完成後，吳宗憲的酒測值為0.41毫升，未達中華民國法定之「公共危險罪」標準，遭裁罰新臺幣34,500元、吊扣駕照一年，汽車當場拖吊保管。吳宗憲離開派出所時對媒體表示：「我確實只有喝一點點的酒，還可以走直線。」。
之後，他於當天下午1時帶著自家藝人子弟兵搭機前往中國大陸浙江寧波工作，參加已故藝人柯受良的紀念演唱會；吳宗憲在登機前，向現場的媒體表示自己沒有酒醉駕車︰「我沒喝醉。」，便不再對事件回應媒體提問，身邊同行藝人亦拒絕回答。另外，他亦透過助理表示：「難道工作完畢找幾位朋友喝點小酒、聊聊天、唱唱歌，就是犯了滔天大罪，要被媒體追著跑嗎？」；吳宗憲承認自己酒後駕車是不當行為，承諾以後不會再犯這種錯誤：「下次我會小心一點，不會再發生這種事情。」他表示自己不規避處罰，亦已於現場接受罰單，希望大眾多關注他個人注重義氣的一面以及演藝才華。

## 事件發展

### 特權質疑
5月6日當天下午，表示自己於事發時也在場的時任台北市議員羅宗勝於議會質詢時，抨擊警方嚴重失職 ：「我從頭到尾在旁冷眼旁觀，看到的都是警方包庇、縱容。」；他質疑依中華民國警方一般臨檢慣例，民眾拒檢15分鐘後，警方即可直接打破車窗酒測或逕行開罰，而吳宗憲在與警方僵持一小時後，才進入派出所補受酒測，且案發後數小時即搭機出境。此事引發輿論對吳宗憲酒醉駕車和警方涉嫌包庇和「放水」之質疑批判。
羅宗勝批判吳宗憲先和警方「飛車追逐」、接著「耍賴拒檢」。羅表示，一般民眾酒駕拒檢15分鐘後，警方即可打破車窗酒測或逕行開罰，但大安分局警備隊卻給吳宗憲「特權」：從當天清晨5時45分吳宗憲被攔檢開始，警方任憑其「裝瘋賣傻」，未於第一時間當場進行酒測，拖了45分鐘才帶他回派出所；在拖延二個多小時後，直到上午7時30分，吳宗憲才在警局完成酒測；而時任市議員陳正德則質疑對於吳宗憲未攜帶駕、行照，警方亦未依法開單。此外，羅宗勝質疑，有一位當天在場的目擊證人告訴他，吳宗憲其實作了五次酒測：在吳宗憲拖延酒測的二小時期間，有人提供十二瓶礦泉水讓吳「猛灌」，並連續進行五次酒測，酒測結果從第一次的酒測值0.8毫升，降到0.41毫升，「酒都退光了才測到0.41毫升」；最後的酒測結果讓吳宗憲未達公共危險罪標準，從「刑事罪犯」降為「交通違規者」，此時警方才開罰，顯然涉及包庇，企圖替吳宗憲脫罪。
時任台北市警察局長王卓鈞對相關指控回應表示，案發當天警方依法執行酒測，吳宗憲未獲特權。王卓鈞表示，一般民眾酒駕被警方攔檢時，亦常有抗拒情形，警方是依法視當下狀況處理，不會因為對象是吳宗憲就給予特權，而提供礦泉水給酒測者，是警方的標準作業程序；根據酒測單據的記錄，警方的酒測時間是上午6時47分，並非如羅宗勝所言拖延二個小時的上午7時30分。對於吳宗憲未攜帶駕駛證件，警方卻未依法開單，台北市交通大隊大隊長黃嘉祿和員警劉英傑解釋因警方開單時，皆取締刑責較重的違規行為，較輕微者則以勸導代替取締，為免取締過程產生爭議，警方全程皆有錄音、錄影；大安分局警備隊長李明福則承認吳宗憲被攔檢時未攜帶駕、行照，承辦員警未開單告發。而黃嘉祿另表示，依據《交通警察勤務手冊》，對無心或不知情之輕微違規行為，警方得以勸導教育代替舉發。
對於「連續進行五次酒測」之指控，李明福表示，酒測的電腦序號無法跳號，員警不可能為吳宗憲重複施測，敦南派出所主管也否認提供礦泉水給吳；劉英傑回應，當時吳宗憲曾表示自己有喝蜂膠和感冒糖漿，才讓他飲用幾杯水，然而此舉不影響酒測結果。王卓鈞表示，市警局將進一步了解案情並檢討員警處理此案過程有無疏失。

### 警方釋疑
針對市議員質疑警方有包庇吳宗憲之嫌，隔日（5月7日）時任臺北市市長馬英九於會議中表示，政府應對外將事件真相交代清楚，對於媒體質疑亦應逐項說明，以避免歪曲誤解；當日，北市大安分局公布事發當天的取締過程，並表示對吳宗憲絕無寬貸。警方公布當天的蒐證錄影帶及酒測器測試記錄澄清表示，從值勤員警發現吳宗憲的車子違規並加以攔檢，直到他接受酒測，時間共計1小時2分鐘，並非市議員所指控的「耗費三小時，連做五、六次酒測」，未刻意延宕；而警方為攔下吳宗憲的車輛，共嗚響警笛三至四次要求他停車配合受檢，過程中有40分鐘是吳宗憲坐在車子裡與警方僵持，不願出示行照和駕照等證件，延遲酒測亦因吳宗憲不肯下車配合。至於吳在接受酒測前飲用的礦泉水，是他的友人自行準備一瓶礦泉水再倒入紙杯，並非如議員所指控「警方任其灌入一打礦泉水」，且酒測紀錄單的前後皆為其他駕駛人的受測記錄，酒測器每次使用皆有案號，即使試吹亦須編列案號加以交代記錄，故不可能有重複施測或竄改之可能性。

### 案外有案
同於5月7日當天，經警方查核另發現，擁有包括「朋馳」、「保時捷」、「法拉利」和「勞斯萊斯」等品牌共五輛汽車的吳宗憲，遭警方攔檢當下表示自己未攜帶行照和駕照，其實他沒有汽車駕照，而僅有的機車駕照亦已逾期；根據《道路交通管理處罰條例》，警方對吳宗憲再開出「無照駕駛」新臺幣8,400元及「未帶行照」300元兩項違規之罰單，前後共計對他裁罰新臺幣44,400元。
北市交通大隊大隊長黃嘉祿受訪表示，警方取締當時因電腦系統故障，無法及時查核吳宗憲的駕照資料，修復電腦後發現吳未考取汽車駕照，為無照駕駛。吳宗憲對此回應表示，等自己返回台灣後，再向外界做完整說明；若有違法行為皆樂意與警方配合。

### 公開說明
2004年5月9日下午，吳宗憲回到臺灣後，對於酒駕事件召開道歉記者會。記者會上，吳宗憲表示自己確實沒有汽車駕照並酒駕，且之後自己收到另一張無照駕駛罰單，對於相關行為感到抱歉和後悔，自己是公眾人物，向社會大眾道歉。他另表示自己平常都告誡旁人不可酒後駕駛，自己卻犯錯，他對此感到懊惱，連妻女也對他感到生氣。
對於有市議員指控警方在吳宗憲接受酒測前先提供一打礦泉水給他，企圖稀釋體內酒精濃度，吳宗憲反駁相關質疑，表示臺北市警方絕無包庇自己，並質疑：「十二瓶水怎麼喝得完？」；吳認為警方不但沒對他提供特殊待遇，他甚至感覺自己受到外界不公對待，所有言行皆被以「高倍數顯微鏡」檢視。此外，吳宗憲表示案發當天被警方攔查後，自己沒有不願意下車，僅因未帶行照和駕照，才去電請自家公司的員工處理；他談及自己沒想到短時間內就有十多家媒體到場，亦有記者爬到汽車引擎蓋上對他們不斷拍照，自己彷彿「被當成搶匪」，因此只能困在車內。吳宗憲承認自己酒後駕駛有錯，但由於當時現場的媒體過多，自己亦手足無措，而幾位同車女性看到現場有很多攝影機，也「簡直嚇死了」：「我被攔下來的10分鐘左右，媒體就已經到啦」；「之後我就好像搶匪一樣被困在車子裡面，那車上還有其他人，我是藝人我OK了，這點我可以接受，我可以接受說，被用最高倍數顯微鏡在看我，我可以接受，但是車上還有其他人，大家都慌掉了，他們說那怎麼辦，我們數到三，往外衝好了，我說要衝去哪？我們又沒有犯法。」。
對於成為外界話題的三名同車女子，吳宗憲表示她們是同車男性友人的朋友，當晚自己僅第二次與他們見面；四個人當中，其中兩人是學生，有兩人是酒類促銷小姐和模特兒。此外，吳宗憲不滿有媒體報導影射三名女子從事「特種行業」，並表示當中的露臀女子是自己的普通朋友，亦有正當職業，對方可能因當時匆忙下車、褲子來不及拉好，他表示：「前面那個也沒穿內衣啊，我說，坐在後座出來那三個出來，躬得跟蝦米一樣啊，她一邊要拿一個包包，一邊要拿衣服擋臉，那因為她要擋臉，怎麼還會顧到褲子呢？那又為了讓胸形更漂亮，所以發明了這個胸罩，效果還不錯就這樣子，然後你們一拍，就說人家又沒有穿內褲、又沒有穿（內衣）。」；吳表示將對相關媒體提出控告。

### 駕車演出
吳宗憲沒駕照卻經常在所主持節目《周日八點黨》的單元「食字路口」中開車出遊，亦引發質疑。吳宗憲在同日的記者會上回應，節目錄影時的車速較慢，製作單位有提供防護措施，且自己只開一小段路程，他反問表示：「難道我今天演醫生，也必須去考到醫生執照嗎？」。
《周日八點黨》的製作人施珠勵對此回應，製作單位不知道吳宗憲沒駕照，而即便吳在節目中駕車，亦僅限開場時駕駛一小段路程；同時，她表示此事為製作單位的疏失，往後除非吳宗憲考取駕照，否則不會讓他在節目裡開車。

### 「辣妹」焦點
2004年5月10日，製作人沈玉琳受訪表示，自己對於事發時搭乘吳宗憲車輛的三名女子感到有興趣，考慮簽下她們並使其組團，團名可取為「酒醉三姊妹」。三名女子當中，除了其中一位媒體趣稱之「露乳妹」長相曝光，「股溝妹」與另一位女子尚未曝光長相，沈玉琳對此表示：「沒看過她們的臉，不知長得如何，不過以她們目前的話題性，我簽下她們，足以讓她們一炮而紅，不過能不能長久，就要看她們本身有沒有料，無料者，話題維持一個月，有料者則可永續經營。」；他趣稱可將三女栽培打造成「台灣第二個S.H.E」，並計劃安排她們上他製作的節目。相關訊息成為話題。
媒體稱為「股溝妹」之女子在被媒體拍到時，手上提著一個精品品牌「Dior」的CD春季限量粉紅色手提包，之後在入口網站「Yahoo奇摩」的拍賣網站因此曾出現一個以「吳宗憲香車露臀妹」為題的該款包包銷售廣告；據媒體報導，酒駕事件發生後，此款商品詢問度明顯增加，在台灣坊間暱稱為「屁股包」。

### 檢調介入
2004年8月18日上午，對於有臺北市議員指控警方涉嫌包庇吳宗憲，臺灣臺北地方檢察署（臺北地檢署）首度開庭，傳喚吳宗憲與案發當時在現場值勤的大安分局警備隊隊員劉英傑、陳國屏進行調查，讓雙方當面對質。由於等候一個半小時，吳宗憲仍未出庭，檢察官對於吳宗憲請假未出庭感到不滿，表示吳若繼續缺席，檢方不排除將其強制拘提到案。
員警劉英傑和陳國屏向檢察官解釋，當天因交通壅塞，他們為避免影響車輛通行，所以將吳宗憲帶至大安分局敦化南路派出所進行酒測；而警方在過程中全程監控，絕無包庇吳宗憲。劉英傑表示自己沒受到長官壓力而對吳宗憲「放水」，也沒讓吳飲用十二瓶水，他反質疑相關指控：「如果有十二瓶水你喝得下嗎？」；「如果有長官壓力，我早就放他走了」。
對於此次檢方傳喚，吳宗憲回應表示：「我真的有工作在身，下次一定會出庭。」；「早上我真的有事，況且我的律師已代表我去，也先向檢察官請假，我是證人，不是去對質，應該我可以不到吧！若法庭有需要，我當然樂意配合。」。他也否認自己受到警方包庇：「那位市議員真是胡說八道，警察局都有全程錄影，不也都給媒體看過了嗎？」。

## 事件結果
2004年6月，吳宗憲考取汽車駕照。
2005年2月27日，根據台北地檢署的調查，警方在取締過程未有不當情事。檢方調查報告總結表示：案發當天，由於大批媒體包圍現場，以及吳宗憲持續拒絕配合下車受檢，導致酒測時間延誤，員警並無違法失職。同日，吳宗憲在節目錄影現場當眾指責當時的值勤員警涉嫌「賣新聞」給媒體；他表示，事發當天短時間內就有記者趕至現場，「他是想要紅嗎？要打老虎應該去抓警政署長，抓我幹嘛！」、「雜碎！」。對此，警方回應表示當天取締過程絕未包庇或涉及不法，也未聯繫媒體到場。

## 影響
由於吳宗憲酒駕遭警方取締時未考取駕照，警方無法依法對其吊扣駕照，只得處以罰緩，且案發不久後吳宗憲即考取駕照；往後為避免無照駕駛人之違法僥倖心態，中華民國立法院於2005年12月6日二讀審議通過《道路交通管理處罰條例》部分條文修正草案。當下現行法規對遭裁罰吊照者有不得考照之期限規定，然而對無照駕駛違規者卻無相關限制，故修正案增訂，駕駛人若應受吊扣駕照處分，即便無照駕駛，亦應於規定最長吊扣期限期滿以後才得考取駕照；此因吳宗憲無照酒駕事件而受關注之法律條文漏洞修正條款的第六十七條「汽车驾驶人違反本條例規定，应受吊扣驾照处分，於汽車駕駛人係無駕駛執照駕車者，在所规定最长吊扣期间内，不得考领驾驶执照。」，以及相關之第二十四條關於受吊扣駕照處分卻不當拒絕接受道路交通安全講習者，「如無駕駛執照可吊扣者，其於重領或新領駕駛執照後，執行吊扣駕駛執照六個月再發給。」，媒體稱為「吳宗憲條款」，後於2005年12月9日獲立法院修法三讀通過，定於2006年施行。

## 後續相關
2017年11月30日，由於吳宗憲於同年10月對藝人白雲感情事件之評論遭台灣網友批判，他表示將對發言的網友提告；後有網友在台灣的電子布告欄系統「PTT」表示自己已遭吳提告，引起網友議論。有其他網友為表示支持被告，查詢並張貼吳宗憲過去發生的爭議事件，當中包括2004年發生的酒駕事件相關新聞，並留言抨擊；相關發文者被網友們封為「勇者」，並留言認同讚賞。
PTT法務站長「LLsolo」對此篇網友文章發文回覆，分享遭他人控告時的應對方法，希望能幫助站上的網友；同時評論此事，並譴責濫用司法資源者。LLsolo預判這起案件最後很可能獲「不起訴」處分，而當此訴訟結果獲外界關注時，吳宗憲可能會被網友們再嘲諷一次，因此呼籲吳撤告較實際。對於網友的反應，吳宗憲表示相關事宜交給律師處理：「公司有專人會處理這種鳥事」；至於有網友表示將抵制他主持的節目，他回覆：「上台總有下台時，出將入相，高潮中享受掌聲，低潮中享受人生」。
2021年4月4日，媒體報導中華民國交通部表示，由於「無照駕駛屬嚴重危害道路交通安全的行為」，將於之後提出的《道路交通管理處罰條例》部分條文修正草案加重相關罰則。